# Kuhajärvi (sjö i Kuortane, Södra Österbotten)
Kuhajärvi är en sjö i kommunen Kuortane i landskapet Södra Österbotten i Finland. Sjön ligger 75,9 meter över havet. Den är 12 meter djup. Arean är 90 hektar och strandlinjen är 4,73 kilometer lång. Sjön  ingår i Lappo å huvudavrinningsområde.   Den ligger omkring 33 kilometer öster om Seinäjoki och omkring 300 kilometer norr om Helsingfors. 
I sjön finns ön Sikosaari. 